# Prosopocoilus inclinatus
Prosopocoilus inclinatus es una especie de coleóptero de la familia Lucanidae. Presenta las siguientes subespecies: Prosopocoilus inclinatus hachijoensis y Prosopocoilus inclinatus inclinatus.

## Descripción
Prosopocoilus inclinatus es grande, liso, de color marrón oscuro a marrón rojizo y mide de 26 a 75 mm de largo. Los machos son más grandes que las hembras y tienen mandíbulas agrandadas y mucho más largas que las de las hembras.

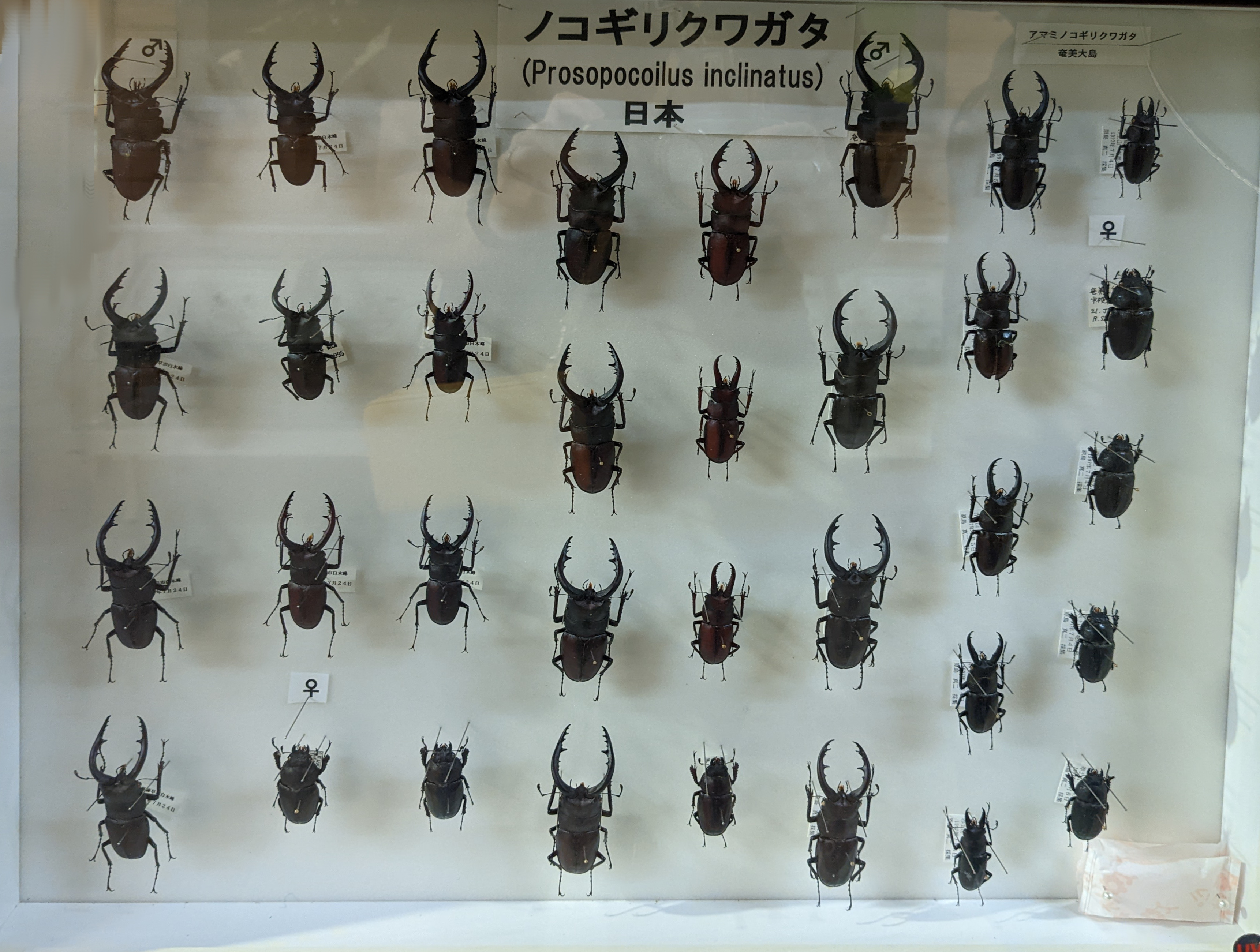

## Distribución geográfica
Habita en Hunán, Corea y Japón.

## Subespecies
- Prosopocoilus inclinatus inclinatus
- Prosopocoilus inclinatus hachijoensis